# لحم ودم
لحم ودم هي رواية نشرت للكاتب الفرنسي لفرانسوا مورياك شهر أكتوبر سنة 1920 عن دار النشر إميل بول فرير.

## أصل الرواية
بدأ فرانسوا مورياك كتابة رواية "اللحم والدم" عام 1914، لكنه توقّف عن العمل عليها بسبب اندلاع الحرب العالمية الأولى، التي التحق خلالها بالخدمة كمسعف. استأنف كتابة الرواية عام 1918 وأكملها في عام 1919، بعد أن نشر خلال تلك الفترة نسخة أولى من رواية أخرى بعنوان "الامتيازات" في مجلة "الكتابات الجديدة". استوحى موريه هذه الرواية من حادثة انتحار شارل ديمانج سنة 1909، وهو ابن أخت موريس بارّيس، أحد أساتذته الأدبيين في شبابه، كما استلهمها أيضًا من تساؤلاته الشخصية و"عذاباته العاطفية". 
بعد أن كان نُشر سابقًا لدى برنار غراسيه، حاول فرانسوا موريهاك أن يفرض عليه شروطًا مالية أكثر فائدة له لنشر رواية "اللحم والدم"، إلا أن غراسيه رفض. ومن خلال وساطة جان جيرودو، تعرّف مورياك على إميل بول، الذي وافق على نشر العمل في ديسمبر 1919، لكنه لم يُصدره إلا بعد عام كامل، وهو ما شكّل خيبة أمل كبيرة لموريه، الذي عبّر عن ذلك بقوله: "كنت بحاجة إلى تلك الفلّينة لأستند عليها في حياتي!"
وفي تلك الأثناء، قام مورياك بنشر الرواية على شكل حلقات في مجلة "الكتابات الجديدة" من أغسطس إلى ديسمبر 1919. وقد صدرت النسخة الكاملة من الرواية، مع إدخال بعض التعديلات الطفيفة، في أكتوبر 1920 عن دار النشر إميل-بول فرير.

## ملخص
يقرّر كلود فافرو، في سن العشرين، وبعد تجربته في الخدمة العسكرية، أن يترك معهد تولين الديني، رغم رغبته السابقة في أن يصبح كاهنًا. يعود إلى منزل عائلته في بلدة لور في مقاطعة اللاند، حيث يعمل والده مشرفًا على ضيعة كروم اشتراها مؤخرًا آل دوبون-غونتر. كلود، المثقف والمطّلع، كان قد اهتم بمكتبة الضيعة في عهد المالك السابق، وينوي أن يستعيد هذا الدور مع الملاك الجدد، إلى جانب مساعدته لوالده في الأعمال اليدوية.
يلتقي كلود بأبناء العائلة الجديدة، ماي وإدوارد دوبون-غونتر، ويقيم معهم سريعًا علاقة قائمة على التآلف الروحي والفكري، نظرًا لتقارب أعمارهم وجاذبية شخصية الفلاح الكاثوليكي المثقف المتخرج من المعهد الديني بالنسبة لهذين الشقيقين البروتستانتيين المنتميين إلى طبقة برجوازية. يمضي الثلاثي أيام الصيف الحارة في منطقة الميدوك في النقاشات والنزهات الريفية.
ماي، عازفة بيانو موهوبة وشابة مفعمة بأهواء سنها، تجد نفسها مشدودة إلى كلود رغمًا عنها، كما أن شقيقها الأكبر إدوارد يشعر هو الآخر بنوع من الارتباك الحميم تجاهه. في إحدى أمسيات الصيف، يعرض كلود على إدوارد أن يحمل عنه كل خطاياه وآلامه. كلود، الممزق بين الجسد والروح، يقع تدريجيًا في حب ماي، ويسلّم نفسه بسذاجة إلى لعبتها الإغرائية، التي تنتهي بأن تمنحه قبلة مهينة بوصفه "فلاحًا".
لكن ماي، التي تندم على ما فعلته، تُجبر من قبل والدها ومربيّتها السيدة غونزاليس على الزواج، فتقرر الارتباط بمارسيل كاستانييد، برجوازي كاثوليكي من بوردو، ما يستلزم منها التحوّل إلى الكاثوليكية.
أما مدام غونزاليس، فقد دفعت بابنتها إيديث نحو الأب دوبون-غونتر، على أمل تزويجها له. كانت إيديث طموحة للغاية، ومع أنها لم تكن غير مبالية بجاذبية إدوارد، فإنها اختارت، من دون تردّد، الوريث الشاب. بعد أن رفضت العائلة وجود آل غونزاليس، غادرت إيديث مع إدوارد إلى باريس، حيث استطاع، بفضل علاقاته، أن يفتح لها أبواب الصالونات الفكرية والفنية في العاصمة. هناك بدأت إيديث في تحقيق صعودها الاجتماعي داخل الوسط البرجوازي والأدبي، ولم يمضِ وقت طويل حتى ضاقت بإدوارد ونبذته.
في هذه الأثناء، يعاني كلود من عذاب نفسي شديد بسبب زواج ماي، ويحاول أن يواسي نفسه بفكرة أن ليلتها الأولى مع زوجها ستكشف لها دون شك تفاهة الجسد، لكن ملامح ماي المشرقة تنفي هذا الوهم. أما إدوارد، فيغرق في تأملات وجودية حول كيانه ورغباته وعمله، ويستسلم لعبث الليالي الباريسية، متألمًا من ازدراء إيديث له وهجرها إياه.
وقد ظلّت فكرة الانتحار تلاحق إدوارد منذ زمن، فقرر في أحد الصباحات أن يسافر إلى مدينة شالون-سور-مارن. وهناك، وفي لحظة يائسة، كتب رسالة إلى كل من إيديث وكلود، يطلب منهما القدوم على الفور لإنقاذه قبل أن يُنهي حياته. تلقّى كلود الرسالة على أنها مهمة مقدسة يجب إنجازها مهما كلّف الأمر، لكن العقبات المادية التي واجهها جعلته يصل بعد فوات الأوان، فلم يجد سوى إدوارد يحتضر بين يديه.
أما إيديث، فقد أجّلت رحيلها إلى آخر لحظة لأسباب اجتماعية تافهة، ولم تصل إلا في اليوم التالي، حيث وجدت جثة عشيقها السابق. أمام هذا المشهد المروّع، شعرت بالاشمئزاز فهربت فورًا، تاركة كما فعلت عائلة دوبون-غونتر بأكملها، عبء ترتيبات الجنازة على عاتق كلود وحده.
عند صدور الرواية، جاءت آراء النقاد إجمالًا إيجابية لكن متحفظة، وُصف فيها المؤلف بأنه "واعد". والمفارقة أن أقسى الانتقادات صدرت عن إدمون جالو، صديق فرانسوا موريه، الذي رأى أن "الرواية بعيدة كل البعد عن النجاح، ولم يكن بإمكانها أن تنجح"، معتبرًا أن المؤلف "لا يزال شابًا جدًا ليتمكن من تصوّر وتنفيذ موضوع بهذا الاتساع". لكنه في الوقت نفسه اعترف بـ"النية" الواضحة خلف العمل وبوجود "مواقف نفسية" تُظهر الخيال في أقصى درجاته. أما التعليقات الأكثر حماسة فأتت من ماكس جاكوب، الذي أشاد بـ"الذكاء التحليلي والكيميائي" للمؤلف .

## الطبعات
- طبعات إميل بول فرير ، سنة 1920.
- إصدارات فلاماريون ، سنة 1928.

## الملاحظات والمراجع
1. ↑  مكتبة بلياد (1978). الأعمال الروائية والمسرحية الكاملة (بالفرنسية). Gallimard. Vol. 1. p. 1063. ISBN:2-07-010931-3.
2. ↑  جون لوك باري (2009). فرانسوا مورياك، سيرة ذاتية حميمة (بالفرنسية). Vol. 1. p. 303. ISBN:978-2-213-62636-9.
3. ↑  جون لوك موريال (2009)، ص. 209-301.
4. ↑  مكتبة بلياد، ج. 1، ص. 1072-1073.